# Puygouzon
Puygouzon község Franciaország Okcitánia régiójában, Tarn megyében.
2017. január 1-jén a korábbi Puygouzon egyesült Labastide-Dénat korábbi községgel. Az így létrejött új község szintén a Puygouzon nevet kapta, lélekszáma az egyesüléskor 3405 főre nőtt.
Lakosainak száma 3549 fő (2022. január 1.). Puygouzon Albi, Dénat, Fréjairolles, Lamillarié és Saliès községekkel határos.

## Népesség
A település népességének változása:
| Lakosok száma | 3367 | 3461 | 3485 | 3510 | 3534 | 3540 | 3549 |
|               | 2015 | 2017 | 2018 | 2019 | 2020 | 2021 | 2022 |